# François Urbain Olivier
François Urbain Olivier, né le 9 octobre 1907 et mort le 7 mars 1948, est un compositeur et critique musical vaudois.

## Biographie
François Urbain Olivier est le fils de Frank Edouard, professeur, et de Cécile Sophie Olivier, née Correvon. François Urbain Olivier suit ses études musicales au Conservatoire de Lausanne avec Geneviève André-Court pour le piano et Alexandre Denéréaz pour la théorie. Il poursuit sa formation musicale avec Emile Blanchet, puis à Paris avec Nadia Boulanger, Paul Fauchet et Lazare Lévy. Il fait la connaissance de Jacques Ibert et d'Igor Stravinsky, avec lequel il correspond fréquemment. En 1933, il suit les cours de direction d'orchestre de Felix Weingartner au Conservatoire de Bâle.
En 1934, François Urbain Olivier compose la musique du film intitulé Puissance invisible et du drame choral Le feu sacré, dont il signe le texte et la partition. Ce dernier est une commande de l'Eglise nationale vaudoise. En 1943, il est chargé de cours de piano au Conservatoire de Lausanne. L'année suivante, le comité du Conservatoire, alors placé sous la direction d'Alfred Pochon, le nomme professeur de piano. Dès 1947, il enseigne également le solfège dans cette même institution.
François Urbain Olivier meurt des suites d'un accident le 7 mars 1948. Un fonds François Urbain Olivier a été créé à la Bibliothèque cantonale et universitaire de Lausanne.

## Sources
- « François Urbain Olivier », sur la base de données des personnalités vaudoises sur la plateforme « Patrinum » de la Bibliothèque cantonale et universitaire de Lausanne.
- Matthey, Jean-Louis, Inventaire du fonds musical François Olivier, Lausanne, Bibliothèque cantonale et universitaire, 1971
- Hommage à François Olivier, CD et livret, enregistrement du concert du 29 novembre 2007 au Conservatoire HEM de Lausanne
- Fonds François Urbain Olivier de la BCU Lausanne